# Paracoccus glaucus
Paracoccus glaucus är en insektsart som först beskrevs av William Miles Maskell 1879.  Paracoccus glaucus ingår i släktet Paracoccus och familjen ullsköldlöss. Inga underarter finns listade i Catalogue of Life.